# Prinzessin macht blau
Prinzessin macht blau ist eine deutsche Filmkomödie von Oliver Schmitz aus dem Jahr 2004.

## Handlung
Die skandinavische Prinzessin Sophia kommt mit ihrem Vater, König Hugo, zum Staatsbesuch nach Berlin. Offiziell sollen sie erst am Sonnabend eintreffen, haben also drei Tage Freizeit eingeplant. Zu Sophias Leidwesen stürzt sich ihr Vater jedoch sofort in die Arbeit. Sophie geht kurz mit ihren Leibwächtern Olafson und Böglund einkaufen und in den Berliner Zoo. Längst hat die Presse mitbekommen, dass sie in Berlin ist, und belagert das Zoogelände. Fernsehredakteur Chris Benthaus, der gerade mit einer Reportage zum Sexleben der Berliner Jugend bei seiner Vorgesetzten Betty durchgefallen ist, ist der einzige verfügbare Journalist des kleinen Senders Channel Berlin und wird daher mit Kameramann zum Zoo geschickt. Hier schleicht er sich direkt in die Futterküche des Zoos, wo sich Sophie nach einem Malheur mit einem Affen gerade umzieht. Chris erkennt sie nicht und sie stellt sich ihm spontan als Tierpflegerin Kim vor. Sie unterhalten sich kurz und er lädt sie für den Abend zu einer Feier ein. Anschließend folgt er Sophias Tipp, dass sich die Prinzessin hinter der nächsten Tür befinde. Er landet zum Gespött der wartenden Journalisten in einem Affenkäfig.
Sophia beginnt zu rebellieren, als ihr Vater ihr ankündigt, dass sie abends zu einer Feier beim Bundespräsidenten eingeladen ist. Sie besteht auf ihren drei freien Tagen und flüchtet in einem Pizzawagen. Sie geht zu Chris’ Feier, doch ist der wenig erfreut, sie zu sehen, da sie ihn blamiert hat. Dennoch übernachtet Sophia bei ihm, der in einer WG mit den Tierschützern Robert und Karl lebt. Am nächsten Morgen berichten alle Zeitungen nicht nur von Sophias Zoobesuch, sondern auch von Chris’ peinlichem Zwischenfall im Affenkäfig. Empört wirft Chris Sophia aus der Wohnung. Im Hausflur begegnet sie Chris’ Chefin Betty, die Sophia sofort erkennt. Mit Chris nimmt Betty die Verfolgung auf. Chris holt Sophia am Bahnhof ein und entschuldigt sich bei ihr. Er bietet ihr an, in Berlin ihr Begleiter zu sein. Beide verbringen den Tag gemeinsam, wobei Chris die ständigen Anrufe Bettys vor Sophia mit Anrufen seiner Schwester entschuldigt. Da Chris das Vertrauen von Sophia gewonnen hat, gelingt es ihm, beim Sender Channel Berlin für seine Exklusiv-Story über die „private Prinzessin“ das Einverständnis für eine eigene Politik-Sendung zu erhalten. Abends filmt er für den Sender heimlich Sophia, die bald über die Medien gesucht wird. Weil es dem Sender mit den Berichten nicht schnell genug geht, erscheint Betty als Chris’ Schwester in dessen WG, um die Geschehnisse voranzutreiben.
Weil Sophia in den Nachrichten gehört hat, dass man inzwischen von einem Entführungsfall ausgeht, ruft sie ihren Vater an. Ihr Handy wird geortet und Böglund und Olafson erscheinen, um sie abzuholen. Sie flieht mit Chris in eine türkische Bar und kann schließlich unentdeckt entkommen. Zurück in der WG planen Robert, Karl und Freundin Renate ihre regelmäßige Huhnbefreiungsaktion, um mit der Rettung eines Huhnes eines Legebetriebes auf die Missstände bei der Hühnerhaltung hinzuweisen. Weil Sophia zum ersten Mal in ihrem Leben kochen muss, geht es Renate nach dem Essen so schlecht, dass sie für den Plan ausfällt. Unter dem Einfluss von Betty, die sich als Kamerafrau bei dem Unternehmen anbietet, springt Sophia für Renate ein und auch Chris stimmt nach einigem Zögern zu. Die Huhnbefreiung gelingt. Zum Feiern lotst Betty die Gruppe in ein Schwimmbad, doch geht Chris dazwischen, als Betty Sophia dazu bringen will, sich auszuziehen. Er unterbricht die Kameraaufnahmen und macht Sophia klar, dass er lange weiß, wer sie ist. Sophia geht enttäuscht, kehrt jedoch zurück, als Chris allein im Schwimmbad ist. Sie verzeiht ihm und beide küssen sich am Ende im Wasser. Chris weiß nicht, dass Betty alles heimlich mitfilmt. Am nächsten Morgen kündigt Channel Berlin bereits für den Abend eine Exklusivsendung mit schlüpfrigen Einzelheiten aus Sophias Liebesleben an und unterlegt die Ankündigung mit Bildern von Chris und Sophia. Sophia ist konsterniert und kehrt zu ihrem Vater zurück. Der will gleich nach der Sendung eine Pressekonferenz abhalten. Robert und Karl kündigen Chris derweil die Freundschaft für den Fall, dass er die heimlich aufgenommenen Bilder am Abend in die Sendung nimmt. Chris bringt in der Sendung jedoch einen Beitrag über Sophias Rettung des Huhns und zieht Parallelen zwischen einem gefangenen Huhn und dem Leben der Prinzessin im goldenen Käfig. Die Reaktionen auf den Beitrag sind äußerst positiv und überraschen den Sender. König Hugo muss sich auf der Pressekonferenz Fragen zu seiner Einstellung seiner Tochter und deren Freiheit gegenüber gefallen lassen. Während er noch Fragen beantwortet, ist es Sophia gelungen, erneut aus dem Haus zu fliehen. Sie geht zu Chris, den Robert und Karl wieder in ihre WG aufgenommen haben. Beide versöhnen sich und liegen sich am Ende küssend in den Armen.

## Produktionsnotizen
Prinzessin macht blau wurde unter dem Arbeitstitel Drei Tage leben von Februar bis März 2004 in Berlin und Umgebung gedreht. Der Film hatte am 23. September 2004 auf Pro7 seine Premiere.

## Kritik
Der Filmdienst nannte Prinzessin macht blau eine „oberflächlich-belanglose (Fernseh-)Komödie mit aufgesetzten märchenhaften Zügen“. Die Redakteure von TV Spielfilm zogen inhaltsbezogen Parallelen zu William Wylers Film Ein Herz und eine Krone und nannten den Film eine „modernisierte Fassung“ des Klassikers. „Ohne bloß zu imitieren, entstand eine charmant-süße Romanze mit ganz eigenem Flair“, lobte die TV Spielfilm. Die Kritiker von Prisma befanden, dass Prinzessin macht blau zwar nicht den Charme des Klassikers erreiche, dennoch aber mit Witz überzeuge.